# Contea di Cabarrus
La contea di Cabarrus, in inglese Cabarrus County, è una contea dello Stato della Carolina del Nord, negli Stati Uniti. La popolazione al censimento del 2000 era di 131 063 abitanti. Il capoluogo di contea è Concord.

## Storia
La contea di Cabarrus fu costituita nel 1792.